# Trnávka (powiat Trebišov)
Trnávka – wieś (obec) na Słowacji położona w kraju koszyckim, w powiecie Trebišov. Pierwsze wzmianki o miejscowości pochodzą z roku 1259. 
Według danych z dnia 31 grudnia 2012, wieś zamieszkiwało 169 osób, w tym 86 kobiet i 83 mężczyzn.
W 2001 roku pod względem narodowości i przynależności etnicznej 99,43% mieszkańców stanowili Słowacy.
Ze względu na wyznawaną religię struktura mieszkańców kształtowała się w 2001 roku następująco:
- Katolicy rzymscy – 48%
- Grekokatolicy – 43,43%
- Ateiści – 4%
- Przedstawiciele innych wyznań – 0,57%
- Nie podano – 2,86%